# Какшансола
Какшансола — деревня в Медведевском районе Марий Эл Российской Федерации. Входит в состав Сенькинского сельского поселения.
Численность населения — 120 человек (2020 год).

## География
Деревня Какшансола располагается в 1 км на восток от деревни Сенькино на берегу Малой Кокшаги. Автомобильное сообщение с федеральной автомобильной дорогой Р176 «Вятка» осуществляется через деревню Сенькино.

## История
Впервые деревня упоминается в списках селений Царевококшайского уезда в 1795 году как выселок из деревни Сенькино. На реке Малая Кокшага имелась мукомольная мельница. В 1930 году в деревне был создан колхоз «Какшан», имелись свиноводческая ферма и ферма крупного рогатого скота.

## Население
| 2010 | 2011 | 2012 | 2013 | 2014 | 2018 | 2020 |
| ---- | ---- | ---- | ---- | ---- | ---- | ---- |
| 117  | ↘108 | ↗110 | ↘109 | ↘108 | ↗121 | ↘120 |

Национальный состав на 1 января 2014 г.:
| Национальность | Численность, чел. | Доля    |
| -------------- | ----------------- | ------- |
| всего          | 108               | 100,0 % |
| Марийцы        | 100               | 92,6 %  |
| Русские        | 6                 | 5,6 %   |
| другие         | 2                 | 1,9 %   |

## Описание
Жители деревни проживают в индивидуальных домах, имеющих централизованное водоснабжение. Деревня газифицирована. Улично-дорожная сеть имеет щебневое покрытие.